# Monstera lechleriana
Monstera lechleriana är en kallaväxtart som beskrevs av Heinrich Wilhelm Schott. Monstera lechleriana ingår i släktet Monstera och familjen kallaväxter. Inga underarter finns listade.